# Lighthouse
Lighthouse es una banda canadiense de jazz rock, formada en 1968 en Toronto, que incluía instrumentos de viento, instrumentos de cuerda y vibráfono; su música recogía elementos del rock, el jazz, la música clásica y el folk. Pero disolvió en 1975 y volvieron en 1992.

## Historia

### Comienzos
Lighthouse se formó en 1968, en Toronto (Canadá), por el compositor Paul Hoffert y el batería Skip Prokop. La banda incluyó, originalmente, 13 miembros, entre ellos Howard Shore (que se haría famoso más tarde como compositor de bandas sonoras, especialmente El Señor de los Anillos). El grupo incluía secciones de viento y cuerdas, y fue una banda muy prolífica en la edición de discos. 
Su primer álbum, titulado Lighthouse, se publicó en 1969, por RCA. Fue muy bien recibido por la crítica, pero obtuvo ventas muy reducidas. Después, llegó el álbum Suite Feeling, también grabado en 1969 en los Estudios "Toronto East Sound" de RCA. Este disco incluía dos versiones, "Chest Fever" de The Band, y el éxito de The Beatles, "A Day In The Life".  Su tercer y último álbum para RCA , fue también el último con su cantante original, Pinky Dauvin. El disco, Peacing It All Together, no se grabó ya en Toronto, sino en Nueva York.

### Éxito
A partir de este momento (1970), la banda ficha por el sello discográfico GRT, grabando en los "Thunder Sound Studios", de Toronto. Se produce, a la vez, un importante cambio de formación, quedando solamente cinco de los miembros originales (Prokop, Hoffert, Cole, Dinovo y Shore), e incorporando un nuevo cantante, Bob McBride. En 1971, Lighthouse publica One Fine Morning y Thoughts of Moving On. El tema nominal del primero de ambos álbumes, One Fine Morning, logró convertirse en un éxito internacional. Este éxito lo aprovechó RCA para reeditar sus tres primeros discos en un álbum recopilatorio, titulado One Fine Light.
Su sexto disco, Live, se grabó durante un concierto multitudinario en el Carnegie Hall, y se convirtió en disco de platino, el primero de los canadienses.

### Decadencia
Tras un breve periodo de descanso, vuelven en 1972 con el álbum Sunny Days, también con GRT. Poco después de la edición de este disco, Rob McBride es expulsado de la banda por cuestiones relacionadas con las drogas.  Sin él, se publica su siguiente disco, grabado en Nueva York, Can You Feel It? (1973). Las partes vocales las aportaron Skip Prokop y Ralph Cole, excepto el tema "No More Searching" que la cantó el nuevo saxofonista, Dave Hillary.  Obtuvo críticas muy irregulares.
La banda publicó Good Day en 1974.  Como en el álbum anterior, las partes vocales se repatieron entre Skip Prokop y Ralph Cole, aunque Prokop se pasó a la guitarra, y la batería la tomó Billy King.  Aunque seguía habiendo cuerdas y vientos en los créditos del disco, la realidad es que su presencia era ya mínima.  El álbum no produjo ningún hit. Después de esto, Prokop dejó la banda y esta se disolvió, en mitad de una grabación. GRT salvó la situación publicando 
The Best of Lighthouse. 
Denon Records, en 1989, adquirió los derechos de las grabaciones de GRT, y publicó Best of Lighthouse-Sunny Days Again, así como Lighthouse Live Remastered. 
La banda tuvo una reunión en 1993. Tres años después, publicaron su disco Song of the Ages, que pasó desapercibido y cerró, definitivamente, la historia de la banda.

## Miembros del grupo
Lighthouse se ha caracterizado, al igual que ocurrió con Blood, Sweat & Tears, por una gran movilidad de sus miembros. La relación completa de los mismos, es la siguiente:
| - Paul Adamson - Sam Alongi - Joe Ambrosia - John Capon - Bruce Cassidy (tp, fh), que estuvo después en B.S.& T. - Arnie Chycoski (tp, fh) - Don Englert - Doug Gibson - Dale Hillary - Chris Howells - Keith Jollimore (sx, fl) - Steve Kennedy - Paul Litrenta - Russ Little (tb) - Mike Malone - John Naslen - Pete Pantaluk (tp) - Howard Shore (sx, fl, tp) - Larry E. Smith (tb) - Rick Stepton - Freddy Stone (tp, fh) - Dave Tanner - Simon Wallis - Rick Waychesko |  | - Donald Whitton - Dick Armin - Paul Armin - Don Dinovo - Ian Guenther - Myron Moskalyk - John Ogilvie - Leslie Snider - Howie Wiseman - John Dell - Billy King - Skip Prokop, que también tocó guitarra, en Good Day - Tom Wells - Pinky Dauvin - Bob McBride - Ralph Cole - Skip Prokop |  | - Grant Fullerton - Doug Moore - Dennis Pendrith - Terry Wilkins - Al Wilmot - Louie Yacknin - Gord Russell - Robert Sinclair Wilson - Paul Hoffert - Don Paulton - Donald Quan - Sam See - Larry Smith - Rod Phillips - Ralph Cole - Trevor Veitch - Skip Prokop (en Good Day) |

## Discografía
- Lighthouse (1969) RCA
- Suite Feeling (1969) RCA
- Peacing It All Together (1970) RCA
- One Fine Morning (1971) GRT , publicado para i-tune en 2008
- Thoughts of Moving On (1971) GRT, publicado para i-tune en 2008
- One Fine Light (1971) RCA
- Lighthouse Live! (1972) GRT  (grabado en vivo en el Carnegie Hall)
- Sunny Days (1972) GRT, publicado para i-tune en 2008
- Can You Feel It (1973) GRT, publicado para i-tune en 2008
- Best of Lighthouse (1974) GRT
- Good Day (1974) GRT, publicado para i-tune en 2008
- The Best of Lighthouse - Sunny Days Again (1989) Denon
- Song of the Ages (1996)